# 马尔·贝尔德
马尔·贝尔德（英語：Mal Baird，1948年7月6日—），澳大利亚男子田径运动员，主攻跨栏。他曾代表澳大利亚参加1970年英联邦运动会田径比赛，获得男子110米栏银牌。